# ایستگاه متروی هاید پارک کرنر
ایستگاه متروی هاید پارک کرنر (انگلیسی: Hyde Park Corner tube station) یکی از ایستگاه‌های خط پیکدیلی متروی لندن است.
این ایستگاه که در ناحیه هاید پارک کرنر قرار دارد در سال ۱۹۰۶ میلادی تأسیس شده‌است.

## نگارخانه

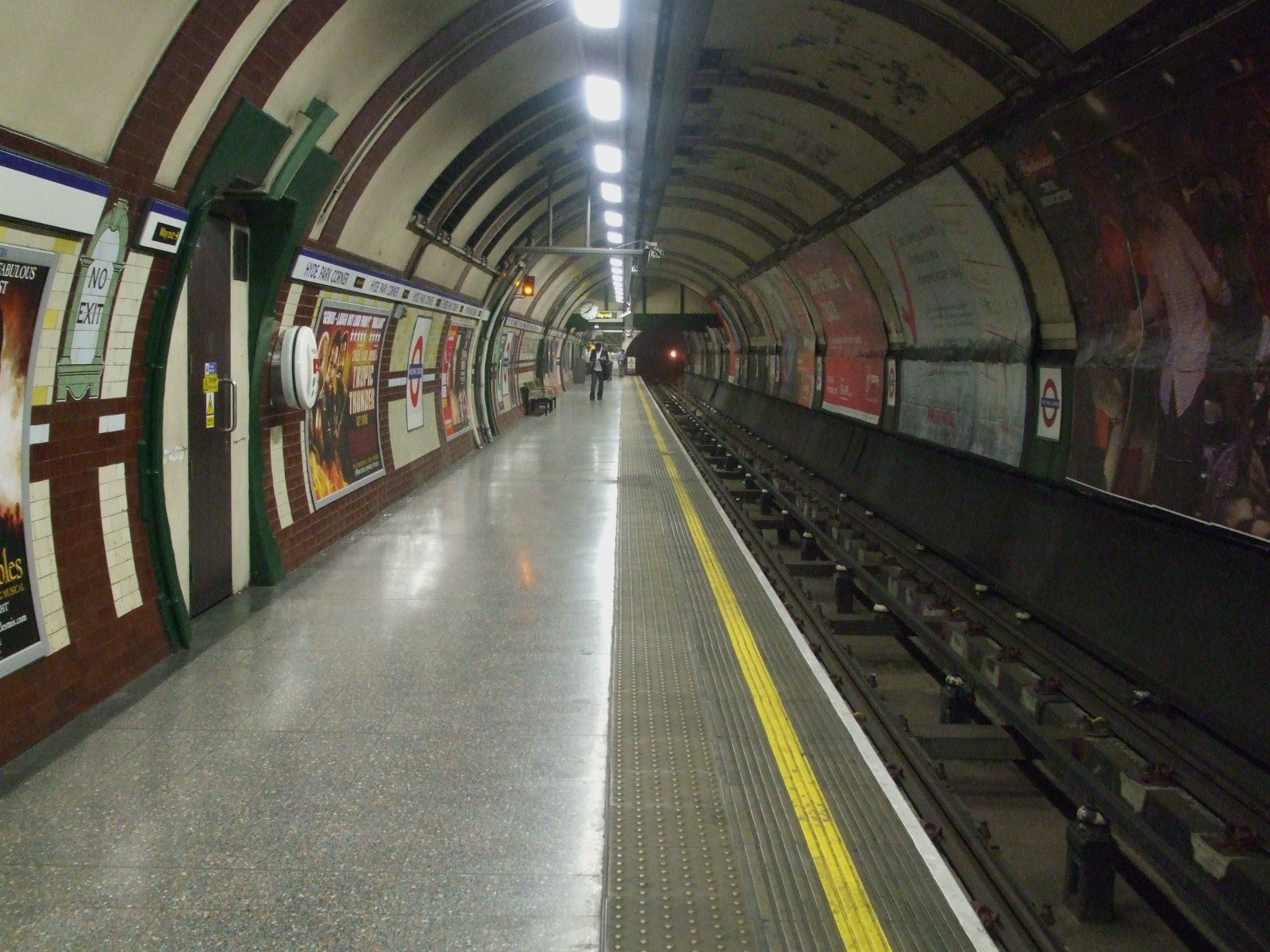
Westbound platform looking east
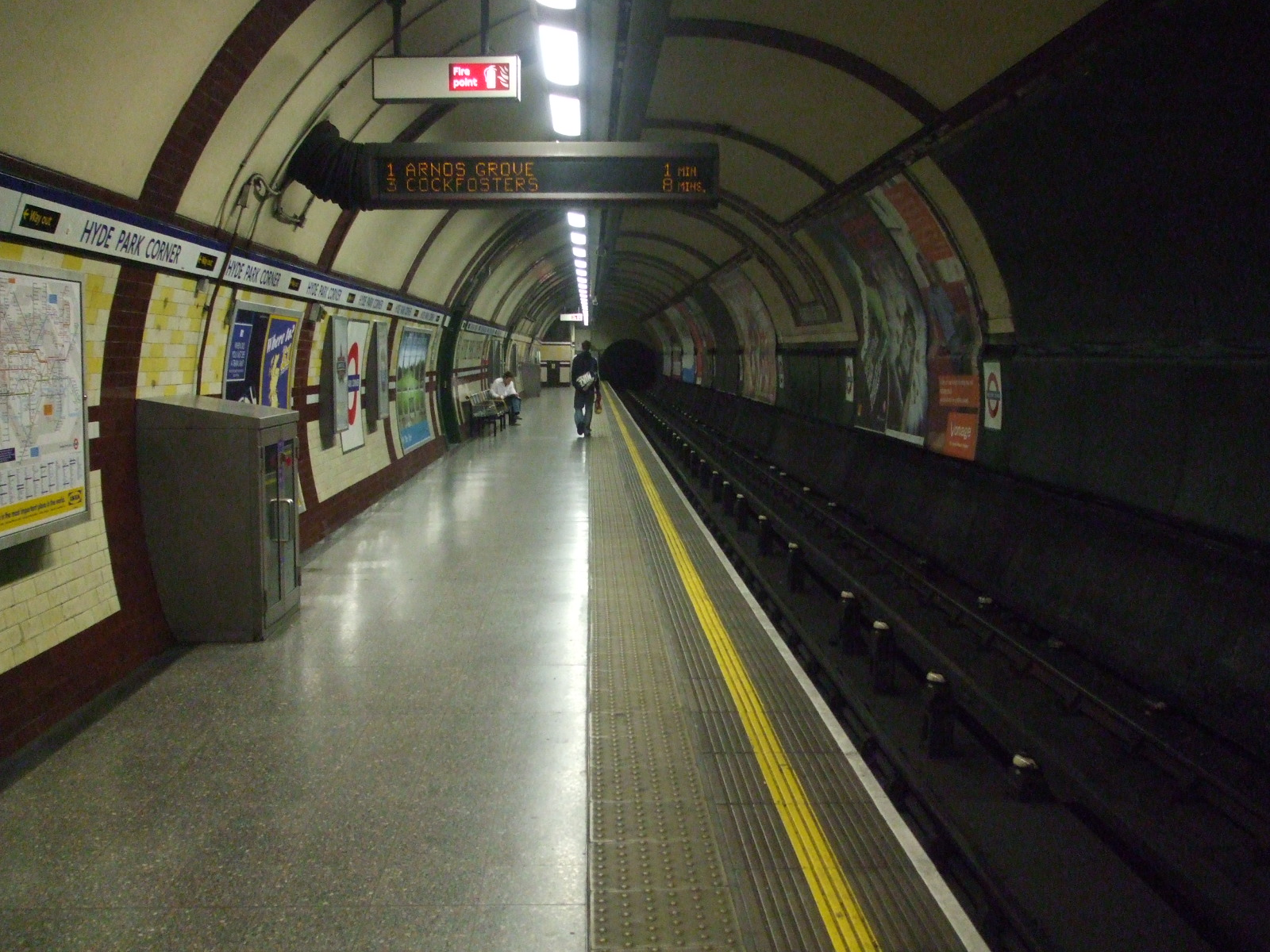
Eastbound platform looking west
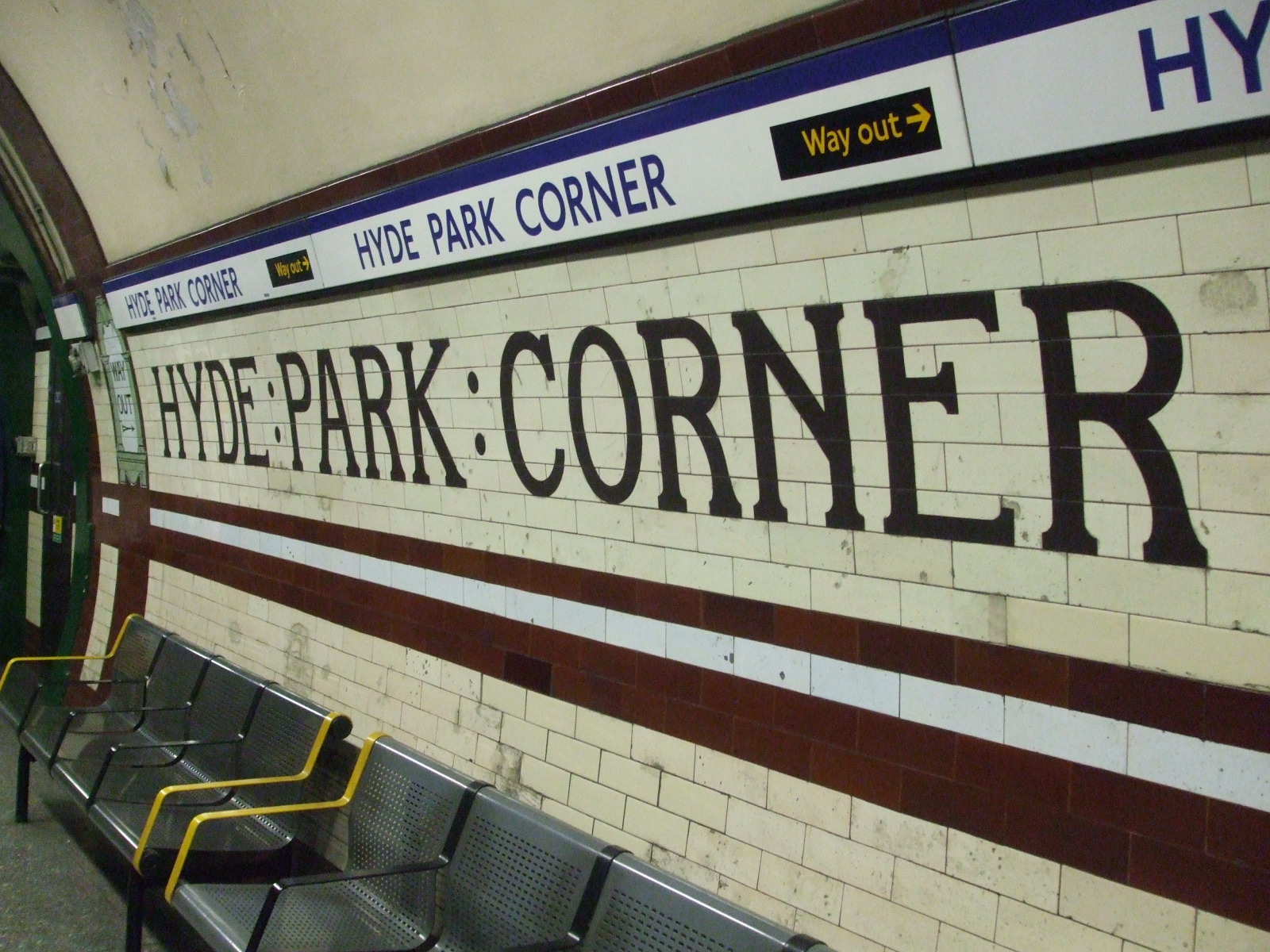
کاشی کاری‌های تزئینی
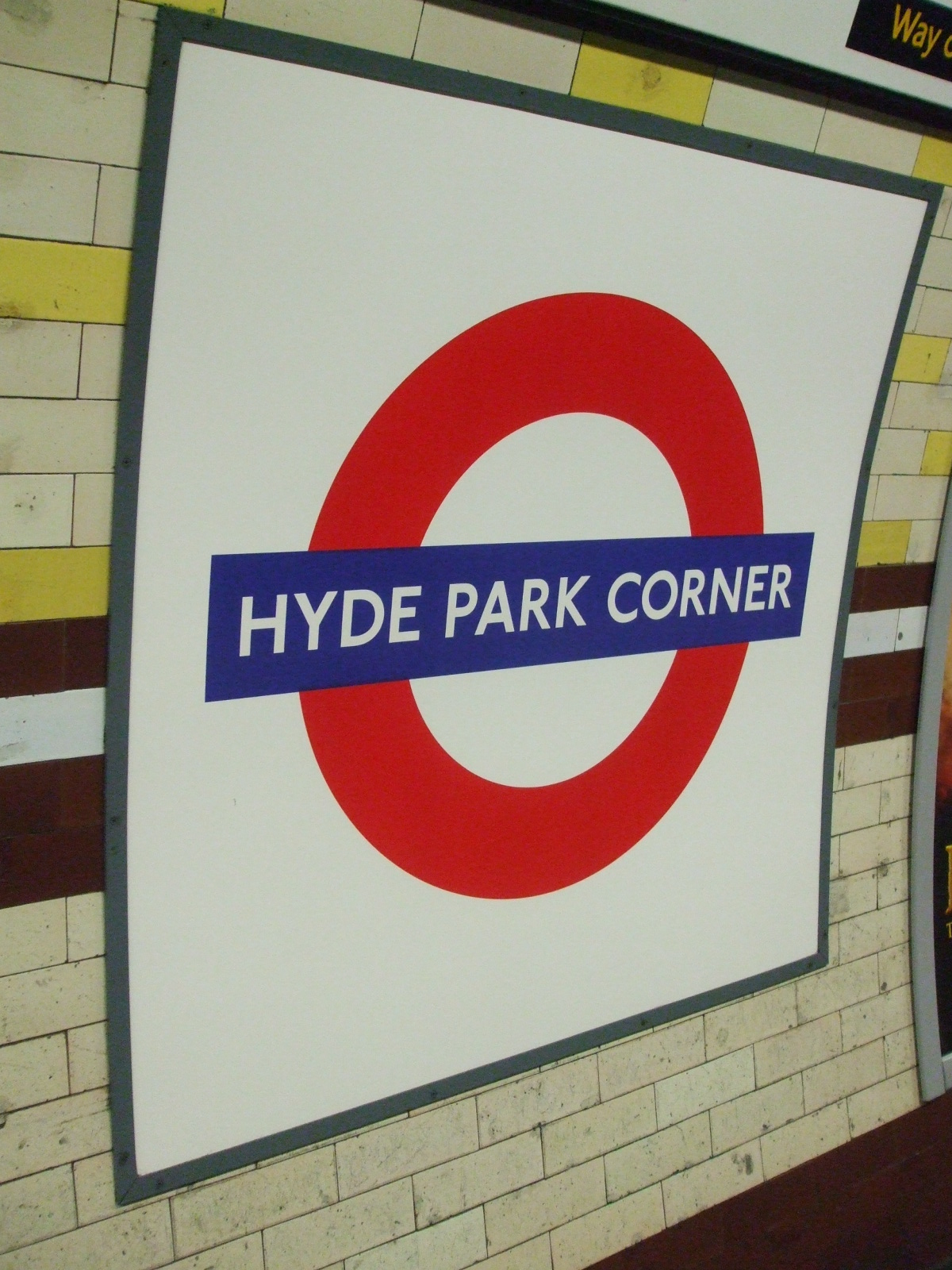
Platform roundel